# Terremoto de Tōnankai de 1944
El terremoto de Tōnankai de 1944 ocurrió a las 13:35 hora local del 7 de diciembre de 1944. Tuvo una magnitud estimada de 8,1 en la escala de magnitud de momento y una intensidad máxima sentida de VIII en la escala de intensidad de Mercalli. Desencadenó un gran tsunami que causó graves daños a lo largo de la costa de la prefectura de Wakayama y la región de Tōkai. En conjunto, el terremoto y el tsunami causaron 1.223 víctimas y 2.135 heridos.

## Entorno tectónico
La costa sur de Honshū corre paralela a la fosa de Nankai, que marca la subducción de la placa del mar de Filipinas debajo de la placa euroasiática. El movimiento en este límite de placas convergentes provoca muchos terremotos, algunos de ellos del tipo mega-empuje. El mega-empuje de Nankai tiene cinco segmentos distintos que pueden romperse de forma independiente,los segmentos se han roto solos o juntos repetidamente durante los últimos 1.300 años.Los megaterremotos en esta estructura tienden a ocurrir en pares, con un lapso de tiempo relativamente corto entre ellos. El evento de 1944, que rompió los segmentos C y D, fue seguido dos años más tarde por el terremoto de Nankai de 1946, que rompió los segmentos A y B. Además de estos dos eventos, hubo dos terremotos similares en 1854. En cada caso, el segmento noreste se rompió antes del segmento suroeste.

## Daños
El terremoto causó graves daños en el lado oriental de la península de Kii, especialmente en las ciudades de Shingū y Tsu. Un total de 26.146 casas fueron destruidas por el terremoto, incluidas 11 que se incendiaron y otras 3.059 casas fueron destruidas por el tsunami. Casi 47.000 casas resultaron gravemente dañadas por los efectos combinados del terremoto y el tsunami. Un total de 1.223 personas murieron y otras 2.135 resultaron gravemente heridas.

## Características

### Terremoto
Se registraron intensidades sentidas superiores a 5 a lo largo de la costa sur de Honshū, con 3 a 4 en Tokio.La respuesta telesísmica observada y los registros de tsunami se han comparado utilizando un área de ruptura de 220 por 140 kilómetros y un desplazamiento máximo de 2,3 metros.Se ha sugerido que las fallas en expansión, que se unen nuevamente a la interfaz de las placas, tuvieron un papel importante en la generación de grandes terremotos tsunamigénicos a lo largo de la fosa de Nankai. El evento de 1944 podría haber ocurrido en una falla de este tipo.

### Tsunami
La altura máxima de ola registrada fue de 10 metros en la costa de Kumano. También se registraron alturas de más de 5 metros en varios lugares a lo largo de las costas de las prefecturas de Mie y Wakayama. El tsunami se observó a lo largo de la costa del Pacífico de Japón, desde la península de Izu hasta Kyushu, y se registró mediante mareógrafos desde Alaska hasta Hawaii.

## Peligro sísmico futuro
El segmento del mega-empuje al este del área de ruptura del terremoto de 1944 no se ha roto desde 1854 y se considera alta la probabilidad de un "terremoto Tōkai" al este de este terremoto. No hay pruebas de que este segmento se haya roto por sí solo en el pasado, aunque no se puede descartar. Cualquier ruptura del segmento E también puede incluir los segmentos C y D, lo que posiblemente provoque una repetición del dañino terremoto de Tōkai de 1854.